# 입장권 (철도)
철도 교통에서 입장권은 철도역의 운임 구역 및 승강장에 입장할 수 있는 입장권의 한 종류이며, 입장권만으로는 열차를 이용할 수 없다. 입장권의 주요 목적은 승객을 열차 앞까지 배웅하기 위한 것이며, 철도 동호인들의 취미 활동이나 특정 역에 방문했다는 사실 자체를 남기는 용도로도 사용할 수 있다. 입장권은 무료로 제공되거나 운임에 비하여 상당한 소액으로 판매되며, 개찰 이후 일정 시간 동안 승강장을 사용할 수 있다. 철도 운영 기관에 따라서 입장권 자체를 운영하지 않고 별도의 규정으로 승강장 진입을 통제하는 경우도 있다.

## 역사
입장권이 역사에 기록된 것은 19세기이다. 당시 사용된 객차는 내부에 복도가 없는 컴파트먼트형이었으며, 차장은 각 칸을 순회하기 위해서 열차가 운행 중일 때에도 차량 외부를 타고 움직여야 했다. 비록 열차 운행 속도는 느렸지만 이 과정에서 자주 사고가 발생했다. 문제를 해결하기 위해서 철도 운영 기관에서는 승객이 열차에 탑승하기 전에 승강장에서 검표를 시작했다. 검표를 통과하려면 승차권이나 입장권을 지참해야 했다. 철도 차량의 설계가 변경되어 차내에서 승객과 차장이 이동할 수 있게 된 이후에는 운영 기관에 따라서 승강장 진입 전의 검표를 폐지하기도 했다. 자동 개찰기가 도입되면서 개찰을 통과하기 위해서 입장권이 다시 도입되기도 했다.

## 국가별 운영

### 대한민국
과거에는 400원 내지 500원에 발매했으나 이후에 무료화되었다. 한국철도공사에서는 2016년 1월 1일에 기념입장권을 도입하여 서울역, 연산역, 정동진역, 화본역, 도라산역, 분천역, 마산역 기념입장권을 1,000원에 발매하고 있다.

### 독일
독일에서는 철도 초기부터 입장권이 발매되었다. 프로이센 국영철도에서는 1893년에 입장권을 도입했고 다른 사유 철도에서도 이를 따랐다. 당시 입장권의 목적은 새로운 교통 수단이었던 철도를 단지 구경만 하는 사람이 몰려서 열차 이용이 불편해졌기 때문에 이를 통제하기 위한 것이었다. 또한 컴파트먼트형 객차의 승객 검표 문제도 적용했다. 이를 위해서 운임구역을 나누어 둔 적이 있었다. 과거에는 10페니히, 이후 20페니히를 징수했다. 이후에 역 직원이 진입 울타리를 치기 시작하면서 입장권 제도가 사라졌다. 간선 철도에서는 동독에서는 1970년, 서독에서는 1974년까지 입장권 제도를 유지했다. 서베를린에 있었던 베를린 동물원역은 1987년까지 서독 마르크화로 입장권을 발매했다. 하노버 중앙역 중앙 터널은 야간에 폐쇄되기 때문에 무료로 입장권이 제공된다.
뉘른베르크 광역권 교통조합(Verkehrsverbund Großraum Nürnberg, VGN)에서는 2000년대가 되면서 입장권 제도를 폐지했고, 2003년 9월에 약관에서 삭제되었다. 2019년 7월 31일까지 뮌헨 교통조합(Münchner Verkehrs- und Tarifverbund, MVV)에서는 뮌헨 S반과 뮌헨 U반 입장권을 0.40유로에 판매했다. 입장권은 개찰 이후 1시간 동안 유효했다. 2008년 한 해 동안 입장권 25,907장이 판매되었다. 2009년에는 총 약 16,200장, 2012년에는 18,929장이 판매되었다.
함부르크 교통조합(Hamburger Verkehrsverbund, HVV)에서는 운임 구역에 진입하기 위한 입장권 제도를 2023년까지 유지했다. 초기 입장권 가격은 0.30 유로였으며 개찰 이후 1시간 동안 유효하다. 2011년부터 2016년까지 연간 약 8000장이 발매되었고, 입장권 수입은 연간 2000-3000유로이다. 2011년부터 2017년 3월까지 입장권이 가장 많이 발매된 U반역은 그 기간 동안 1727장이 발매된 호르너 렌반역이었다. 2017년에는 총 7929장이 발매되었다. 2019년 12월에 0.30유로에서 0.10유로로 인하되었다. 2023년 12월 31일에 입장권 제도가 폐지되었다.

### 미국
엄밀한 의미에서의 승차권은 아니지만 BART에서는 3시간 내에 동일한 역에서 승하차했을 때 특별 운임을 적용한다.

### 스위스
스위스에서는 고객 통제선이 대형 행사와 같은 특수한 상황에서만 도입되었기 때문에 입장권 제도가 드물게 시행되었다. 스위스 연방철도 역사 수집품 중에는 입장권(Perronbillett) 자동발매기가 있었다. 입장권은 열차 출발 이전에 개찰해야 했다.

### 영국

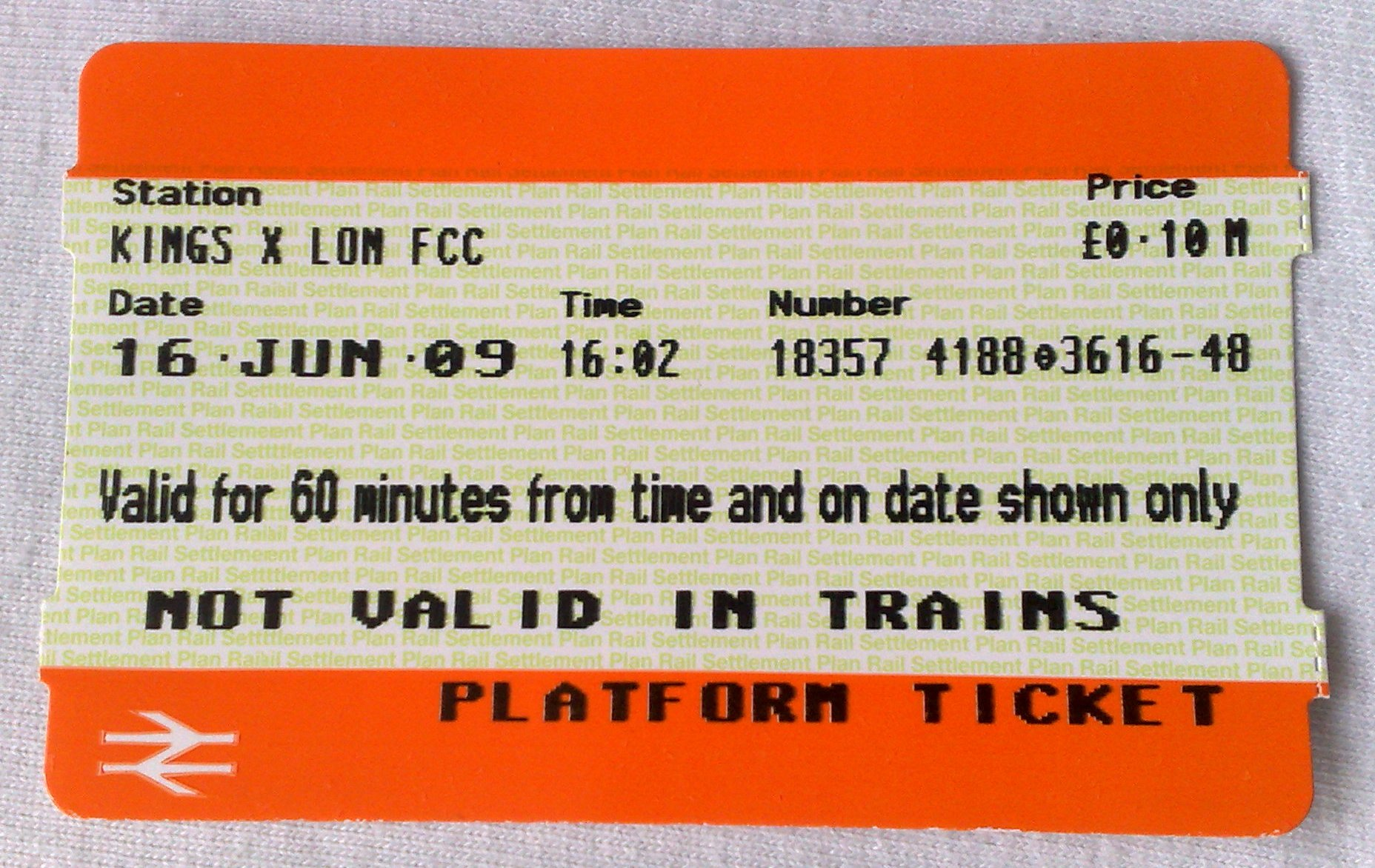
내셔널 레일에서 발권한 입장권, 2009년

영국에서는 20세기 중반까지 입장권이 사용되었고, 매표소에서도 발매해야 할 의무가 있었다. 자동 개찰기가 도입되면서 철도역 입장권 발매가 다시 진행되었다. 일부 철도 동호인들은 입장권 구매가 어려움을 지적하기도 했다. 내셔널 레일 소속 일부 역에서는 입장권을 발매하며, 발권 이후 1시간 동안 유효하며 0.10파운드에 발매된다. 1988년 1월 이후 가격이 인상되지 않았다. 일부 보존 철도나 철도 박물관에서는 시설 입장권이나 기념권으로서의 입장권을 발매한다.

### 오스트리아
빈 슈타트반에서 발매했던 승차권 중 가장 저렴한 10헬러 승차권은 입장권의 역할을 했다.

### 인도
인도에서는 10루피에 입장권을 발매하며, 발매 이후 2시간 동안 유효하다. 철도역 매표소나 자동 발매기 또는 앱에서 입장권을 발매할 수 있다. 입장권이나 승차권 없이 역의 운임 구역에 들어가면 해당 승강장에 마지막으로 출발했거나 도착한 열차의 운임의 2배를 부가금으로 징수한다.

### 일본
JR 그룹에서 발매하는 입장권은 140엔-170엔이며 유인역에서 발매된다. 일부 역에서는 1개월 단위 입장정기권(일본어: 定期入場券)을 발매하며 가격은 4540엔-5030엔이다. JR 동일본, JR 서일본, JR 도카이의 모든 유인역과 JR 홋카이도의 자동 개찰기 설치역은 입장권 유효 기간을 2시간이며, 2시간 후에 역에서 나올 때에는 부가금을 징수한다.

### 중국

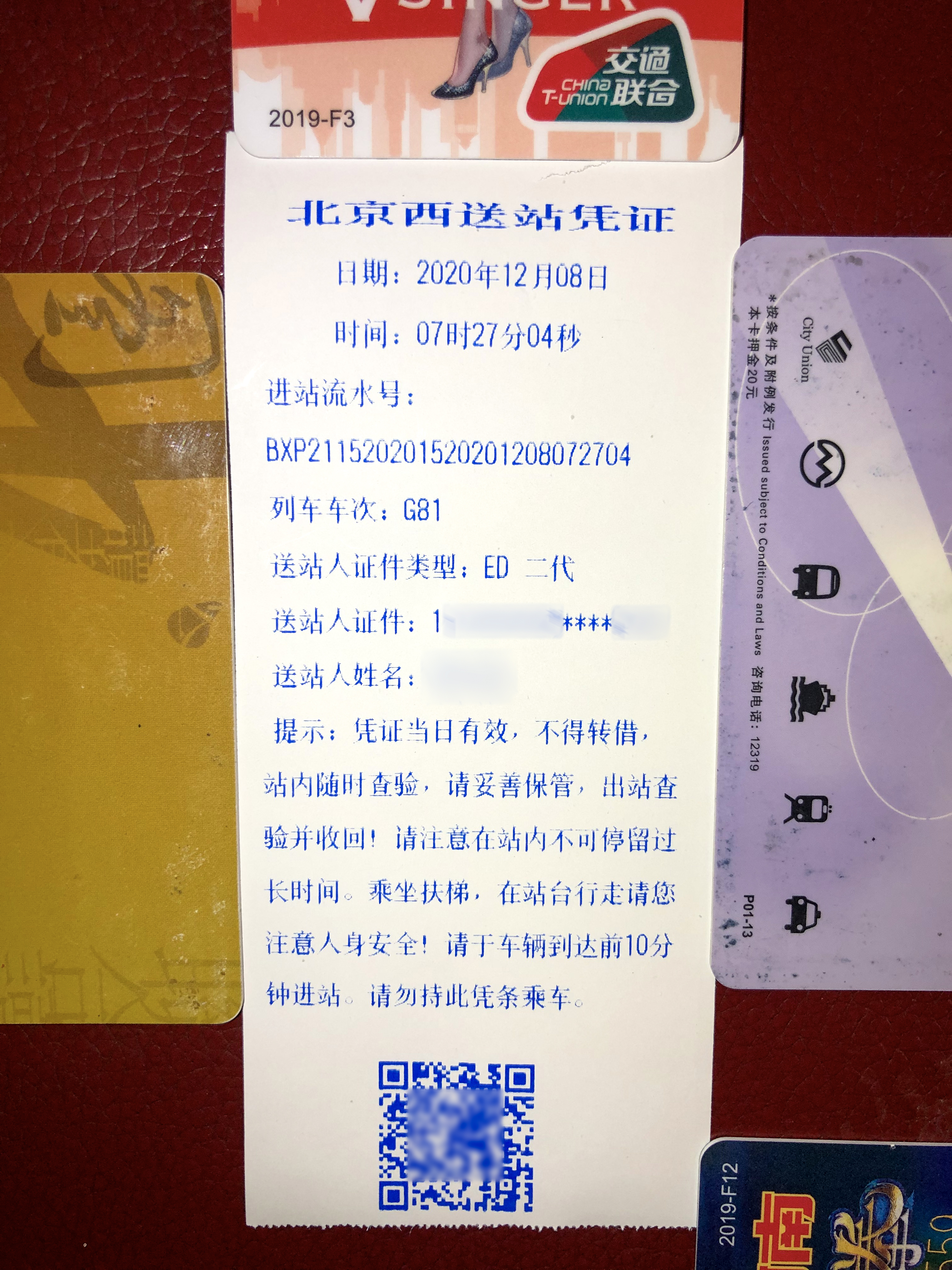
베이징 서역 입장권

중국철도총공사에서는 2014년부터 입장권 발매를 중단했다. 베이징 서역과 같은 대형역에서는 승객을 배웅하려면 신분증을 제시해야 한다.

### 타이완
타이완 철로 관리국에서는 2013년 6월 1일부터 입장권(중국어 (대만): 月臺票) 발매를 중단했고 신분증을 맡기는 조건으로 입장증(중국어 (대만): 月台出入證)을 대여하기 시작했다.
1. 일부 역은 입장권 발매를 지속한다.
2. 입장권이나 입장증은 최대 1시간 동안 유효하다. 그 이상 있으려면 푸싱호 혹은 다른 열차의 기본 요금을 지불해야 한다.[27]
3. 같은 역에서 승하차하는 승차권은 1시간 NT$14, 3시간 NT$112, 3시간 초과 NT$843이다.[28]